# 普埃洛河

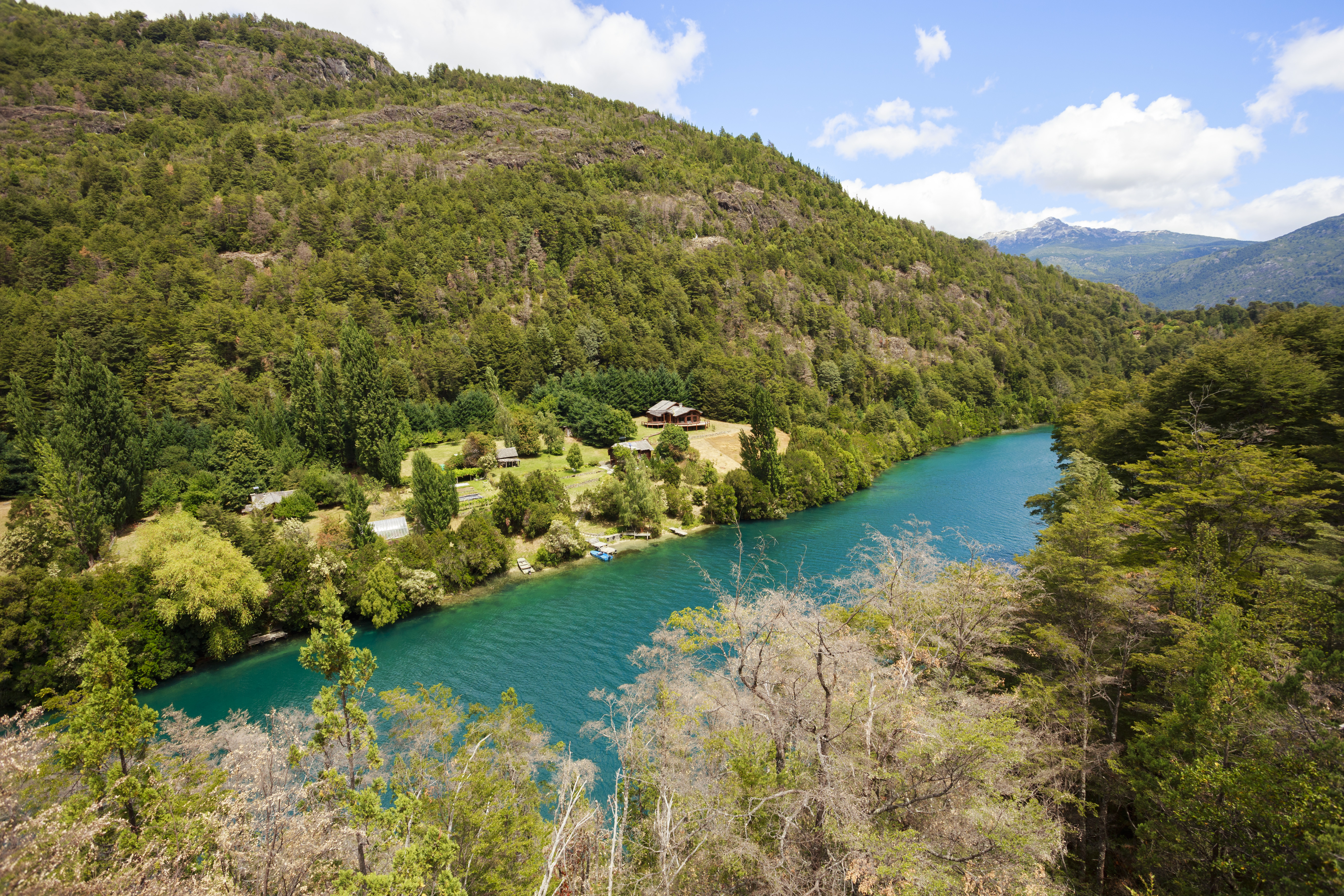
普埃洛河

普埃洛河（西班牙語：Río Puelo）是南美洲的河流，河道全長120公里，集水區面積8,817平方公里，發源自普埃洛湖國家公園內的普埃洛湖，流經阿根廷和智利，最終注入太平洋。